# 1246
Cette page concerne l'année 1246  du calendrier julien. Pour l'année 1246 av. J.-C., voir 1246 av. J.-C.
L'année 1246 est une année commune qui commence un lundi.

## Événements

### Asie

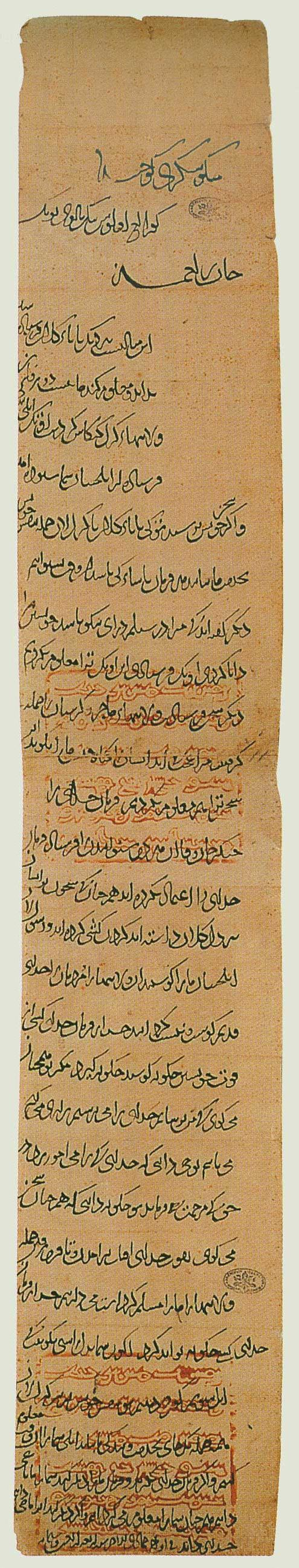
11 novembre : Le grand khan Güyük écrit une lettre au pape Innocent IV, remise à son ambassadeur Jean de Plan Carpin

- 10 juin : début du règne de Nâsir ud-Dîn Mahmûd, sultan de Delhi (fin en 1266)[2].
- 24 août : Güyük, fils d'Ögödei et petit-fils de Gengis Khan, est élu 3e khan suprême des Mongols, après la régence de sa mère Töregene[3].
- Août : Güyük désigne son ami personnel Yissu Mangu, fils puîné de Djaghataï, qui remplace son neveu Kara Hülegü comme khan de Djaghataï (fin en 1252)[3].

### Europe
- 31 janvier : mariage entre Béatrice de Provence, comtesse de Provence et Charles Ier d'Anjou, le frère de Louis IX[4]. Par ce mariage avec la fille de Raymond-Bérenger IV de Provence, Charles devient comte de Provence (jusqu'en 1285), et fait un séjour à Nice.
- Mars : procès d’hérétiques à Toulouse[5].
- 19 avril : Bataille de Haugsnes, en Islande, pendant les guerres civiles de l'âge des Sturlungar, entre le clan familial des Sturlungar et celui des Ásbirningar. Elle se termine par la défaite de ces derniers.
- Avril[6] : castillans et Léonais prennent Jaén. Mohammed ben Nazar, émir nasride de Grenade reconnaît la souveraineté de la Castille[7].
- 22 mai : Henri Raspe est élu roi de Germanie par les prélats rhénans en compétition avec Conrad IV[8].
- 15 juin : mort de Frédéric le Querelleur, duc d’Autriche et de Styrie, dernier des Babenberg, lors d’un combat contre le roi Béla IV de Hongrie sur la Leitha[9]. Il laisse le pays sans héritier, en proie aux féodaux. L’Autriche est disputée entre Ottokar II de Bohême, époux de la sœur de Frédéric (1252) et héritier du trône de Bavière, et la Hongrie (fin en 1254).
- Juillet : arbitrage du roi de France Louis IX et d'Eudes de Châteauroux, cardinal-évêque de Tusculum, dans le conflit dynastique qui oppose la Flandre et le Hainaut depuis la mort de Jeanne de Constantinople ; le comté de Hainaut est attribué à la maison d’Avesnes, le comté de Flandre au Dampierre[10] ; après la reprise du conflit en 1253, l'arbitrage est confirmé par le dit de Péronne le 24 septembre 1256[11].

- 5 août : Bataille de la Nidda, près de Francfort. Conrad IV, fils de Frédéric II, est battu par le landgrave de Thuringe, Henri Raspe élu roi par les prélats rhénans[12].
- 30 septembre : André II, fils de Iaroslav, devient grand-prince de Vladimir à la mort de son père[13] (fin en 1252).

- Louis IX loue seize bateaux à Gênes et vingt à Marseille pour assurer le passage de la croisade. La flotte est commandée par un amiral génois[14].
- Reprise du monnayage d'or à Lucques[15].